# Proteina ID2
La proteina ID2 (inhibitor DNA-binding 2 protein HLH) è una proteina appartenente alla famiglia degli inibitori delle proteine che legano il DNA. 

## Caratteristiche
Le proteine ID (1-4) sono note per promuovere lo sviluppo delle metastasi contribuendo a formarne i vasi sanguigni.
Queste, inoltre, sono definite anche come inibitori del differenziamento e regolano la trascrizione del DNA contenendo un dominio helix-loop-helix ma nessun dominio basico tipico, invece, delle proteine che legano il DNA.
Esse, sperimentate in laboratorio, si sono viste in grado di legarsi ad almeno tre HLH proteine attenuando la capacità di quest’ultime di legarsi al DNA come complessi omodimerici (proteine identiche) o eterodimerici (proteine differenti).
Da qui è stato appurato come queste proteine HLH mancanti di una regione basica, possano regolare negativamente le altre proteine HLH portando alla formazione di complessi eterodimerici non funzionali e influenzando, così, il differenziamento cellulare.
In particolar modo la proteina ID2, il cui pseudo gene si colloca sul cromosoma 3, oltre che come inibitore del differenziamento cellulare in vita embrionale e normalmente disattivata quando le cellule smettono di dividersi, è da tempo studiata per la sua presenza e sovrabbondanza all’interno dei più aggressivi tumori cerebrali, tra i quali spiccano il glioblastoma e il neuroblastoma infantile, che colpisce bambini sotto i 10 anni.

## Studi
Uno studio condotto da due ricercatori italiani della Columbia University, Antonio Iavarone e Anna Lasorella, ha dimostrato che dalla quantità stessa di questa proteina, si può determinare l’aggressività del tumore e il suo grado di avanzamento. Questa, infatti, aumenta all’aggravarsi dello stato del tumore e fa rispondere il paziente negativamente al trattamento col temozolamide, il farmaco impiegato nella terapia chemioterapica.
La proteina ID2, la cui quantità viene misurata tramite un test immunoistochimico usando la famiglia di anticorpi specifici anti-ID2, si è scoperta essere in grado di attivare una cascata di eventi per lo sviluppo e la progressione del glioblastoma.
Questo avviene perché la proteina ID2 stimola la riproduzione delle cellule staminali tumorali, sostiene la loro crescita e non risponde né alla radioterapia né alla chemioterapia. Essa, infatti, rimane attiva per la mancanza di ossigeno nel tumore in espansione e questa condizione di anaerobiosi le permette di inibire la distruzione delle proteine Hipoxia Inducible Factor (HIF) alfa 1 e alfa 2 di cui le cellule staminali tumorali si nutrono in condizioni avverse in assenza di ossigeno e nutrienti.
La sopravvivenza delle cellule tumorali è, dunque, permessa dalla proteina ID2 e inattivandola  il tumore perderebbe il suo habitat ideale alla sopravvivenza e, in mancanza di ossigeno e nutrienti, non potrebbe sopravvivere.
Una modalità per ridurre tale meccanismo è stata ritrovata nell’ RNAi-mediated che tende ad aumentare la sensibilità agli oncosoppressori e il silenzia mento dell’espressione di ID2 attivo promuovendo l’apoptosi delle cellule del glioblastoma.
Sono ancora in corso studi più specifici in attesa di poter orientare la ricerca verso la scoperta di un possibile farmaco in grado di agire su questa particolare famiglia di proteine e inattivarne la proliferazione negli organismi nati per impedire così l’insorgenza di tumori.